# Pierre Étienne Vinet
Pierre Étienne Vinet est un homme politique français né le 24 septembre 1747 à Saint-Ciers-du-Taillon (Saintonge) et mort le 16 décembre 1826 à Sainte-Ramée (Charente-Maritime).

## Biographie
Créateur d'une importante fabrique d'étoffes de laine, il est maire de Saint-Ciers-du-Taillon en 1790, puis administrateur du district et du département en 1791. Il est député de la Charente-Maritime de 1792 à 1799. Il siège à la Montagne et vote la mort de Louis XVI. Favorable au coup d'État du 18 Brumaire, il est conseiller de préfecture à La Rochelle de 1800 à 1812. Frappé par la loi d'exil en 1816, il y échappe pour des raisons de santé.

## Sources
- « Pierre Étienne Vinet », dans Adolphe Robert et Gaston Cougny, Dictionnaire des parlementaires français, Edgar Bourloton, 1889-1891 [détail de l’édition]